# Гутьеррес, Ноэль
Ноэль Медардо Гутьеррес Родригес (исп. Noel Medardo Gutiérrez Rodríguez, 9 мая 1950, Оахака, Мексика) — мексиканский хоккеист (хоккей на траве), полевой игрок. Участник летних Олимпийских игр 1968 и 1972 годов, серебряный призёр Панамериканских игр 1971 года, бронзовый призёр Панамериканских игр 1975 года.

## Биография
Ноэль Гутьеррес родился 9 мая 1950 года в мексиканском городе Оахака.
В 1968 году вошёл в состав сборной Мексики по хоккею на траве на летних Олимпийских играх в Мехико, занявшей 16-е место. Играл в поле, провёл 6 матчей, мячей не забивал.
В 1972 году вошёл в состав сборной Мексики по хоккею на траве на летних Олимпийских играх в Мюнхене, занявшей 16-е место. Играл в поле, провёл 6 матчей, мячей не забивал.
Дважды становился призёром хоккейных турниров Панамериканских игр: серебро в 1971 году в Кали, бронзу в 1975 году в Мехико.

## Семья
Старший брат Ноэля Гутьерреса Умберто Гутьеррес (род. 1946) также играл за сборную Мексики по хоккею на траве, в 1968 году участвовал в летних Олимпийских играх в Мехико.